# New Zealand Open 2005
Die New Zealand Open 2005 im Badminton fanden vom 23. bis zum 28. August 2005 in Auckland, Neuseeland, statt. Das Preisgeld betrug 30.000 US-Dollar.

## Sieger und Platzierte
| Disziplin    | Gold                                  | Silber                               | Bronze                         |
| ------------ | ------------------------------------- | ------------------------------------ | ------------------------------ |
| Herreneinzel | Sairul Amar Ayob                      | Chan Yan Kit                         | Conrad Hückstädt               |
| Herreneinzel | Sairul Amar Ayob                      | Chan Yan Kit                         | Bobby Milroy                   |
| Dameneinzel  | Adriyanti Firdasari                   | Fransisca Ratnasari                  | Maria Kristin Yulianti         |
| Dameneinzel  | Adriyanti Firdasari                   | Fransisca Ratnasari                  | Rebecca Bellingham             |
| Herrendoppel | Boyd Cooper Travis Denney             | John Gordon Daniel Shirley           | Lam Hoi Tak Tam Lok Tin        |
| Herrendoppel | Boyd Cooper Travis Denney             | John Gordon Daniel Shirley           | Ashley Brehaut Stuart Gomez    |
| Damendoppel  | Rachel Hindley Rebecca Bellingham     | Nicole Gordon Sara Runesten-Petersen | Renee Flavell Lianne Shirley   |
| Damendoppel  | Rachel Hindley Rebecca Bellingham     | Nicole Gordon Sara Runesten-Petersen | Kate Wilson-Smith Kellie Lucas |
| Mixed        | Daniel Shirley Sara Runesten-Petersen | Travis Denney Kate Wilson-Smith      | Boyd Cooper Kellie Lucas       |
| Mixed        | Daniel Shirley Sara Runesten-Petersen | Travis Denney Kate Wilson-Smith      | Henry Tam Renee Flavell        |

## Finalresultate
| Disziplin    | Sieger                                | Finalist                             | Ergebnis    |
| ------------ | ------------------------------------- | ------------------------------------ | ----------- |
| Herreneinzel | Sairul Amar Ayob                      | Chan Yan Kit                         | 15:8, 17:16 |
| Dameneinzel  | Adriyanti Firdasari                   | Fransisca Ratnasari                  | 11:8, 11:5  |
| Herrendoppel | Boyd Cooper Travis Denney             | John Gordon Daniel Shirley           | 15:11, 15:9 |
| Damendoppel  | Rachel Hindley Rebecca Bellingham     | Nicole Gordon Sara Runesten-Petersen | 15:7, 15:8  |
| Mixed        | Daniel Shirley Sara Runesten-Petersen | Travis Denney Kate Wilson-Smith      | 15:8, 15:4  |